# Flughafen Saga

i7
i11
i13
Der Flughafen Saga (japanisch 佐賀空港 Saga Kūkō, IATA-Code: HSG, ICAO-Code: RJFS) ist der Flughafen der japanischen Präfektur Saga. Er liegt etwa 15 Kilometer südlich des Stadtzentrums von Saga im Stadtteil Kawasoe direkt an der Küste und westlich der Mündung des Flusses Chikugo.
Der Flughafen Saga gilt nach der japanischen Gesetzgebung als Flughafen 3. Klasse. Der Flughafen ist ein kleiner Regionalflughafen mit nur einer Landebahn, welcher derzeit auch nur Inlandsflüge anbietet.
Es gibt eine Express-Busverbindung zum Flughafen Fukuoka.